# Maison de Jovan Pavlović à Šabac
La maison de Jovan Pavlović à Šabac (en serbe cyrillique : Кућа Јована Павловића у Шапцу ; en serbe latin : Kuća Jovana Pavlovića u Šapcu) se trouve à Šabac, dans le district de Mačva, en Serbie. Elle est inscrite sur la liste des monuments culturels protégés de la république de Serbie (identifiant no SK 727),.

## Présentation

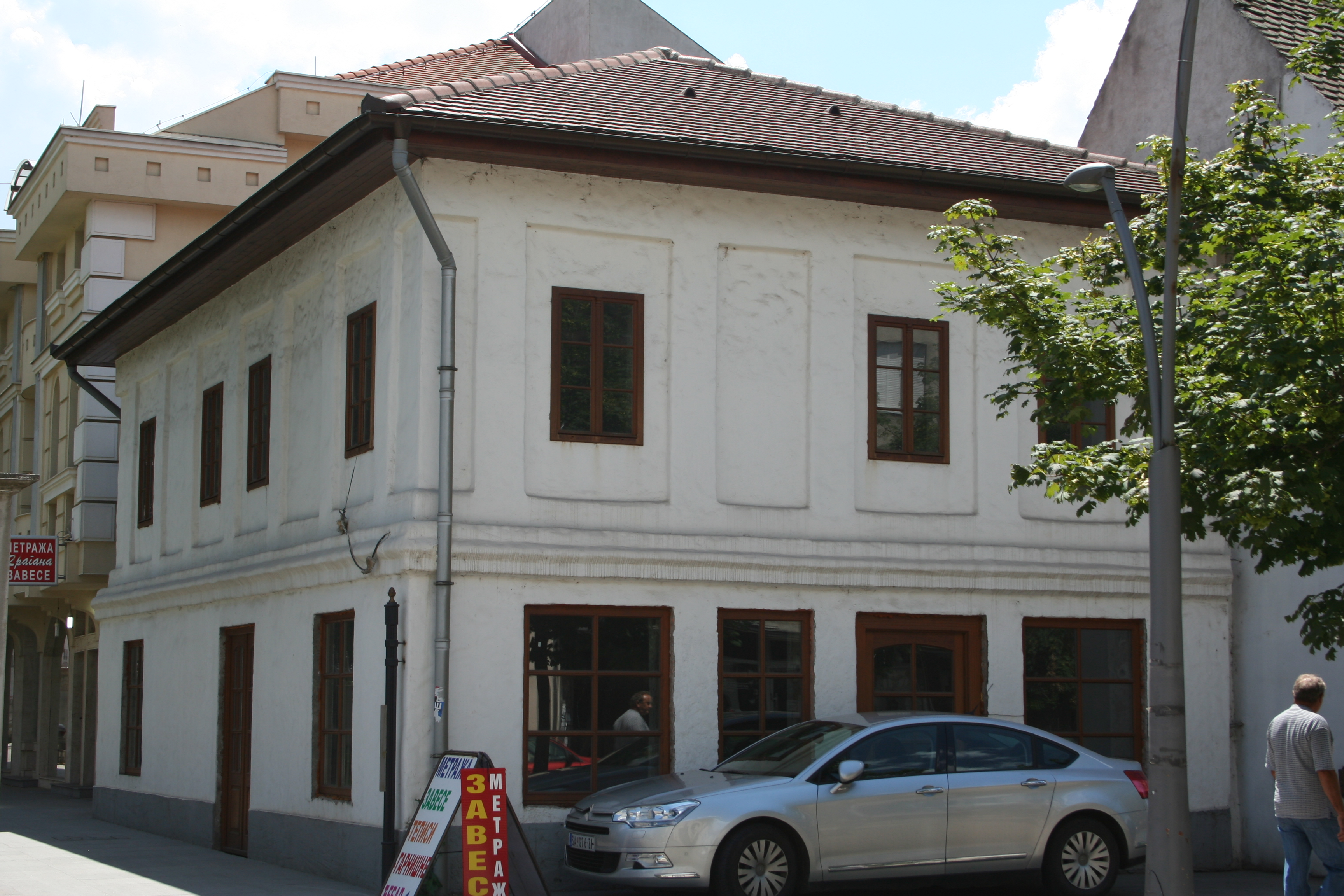
Autre vue de la maison.

La maison du prêtre Jovan Pavlović, située 3 rue Masarikova, est le seul exemple survivant de l'architecture dite « balkanique » (c'est-à-dire d'inspiration ottomane) dans la ville de Šabac ; elle a été construite en 1846. Après 1863, la veuve du prêtre a vendu la maison et le bâtiment a plusieurs fois changé d'affectation ; pendant de nombreuses années, elle a abrité une pâtisserie appelée « Lipa ».
À l'époque où les autorités municipales cherchaient une solution pour abriter le lycée de la ville, le prêtre avait proposé de l'installer dans sa maison mais la proposition a été rejetée à cause de l'exiguïté des lieux, soit trois pièces et une salle à manger à l'étage et deux pièces et une salle à manger au rez-de-chaussée. La disposition de l'espace d'origine à l'étage est encore aujourd'hui préservée. Le bâtiment possède une base rectangulaire allongée avec une entrée sur la façade latérale ; à l'étage, la façade sur rue dispose de trois fenêtres avec des pilastres légèrement profilés. Le toit en pente douce est recouvert de tuiles.

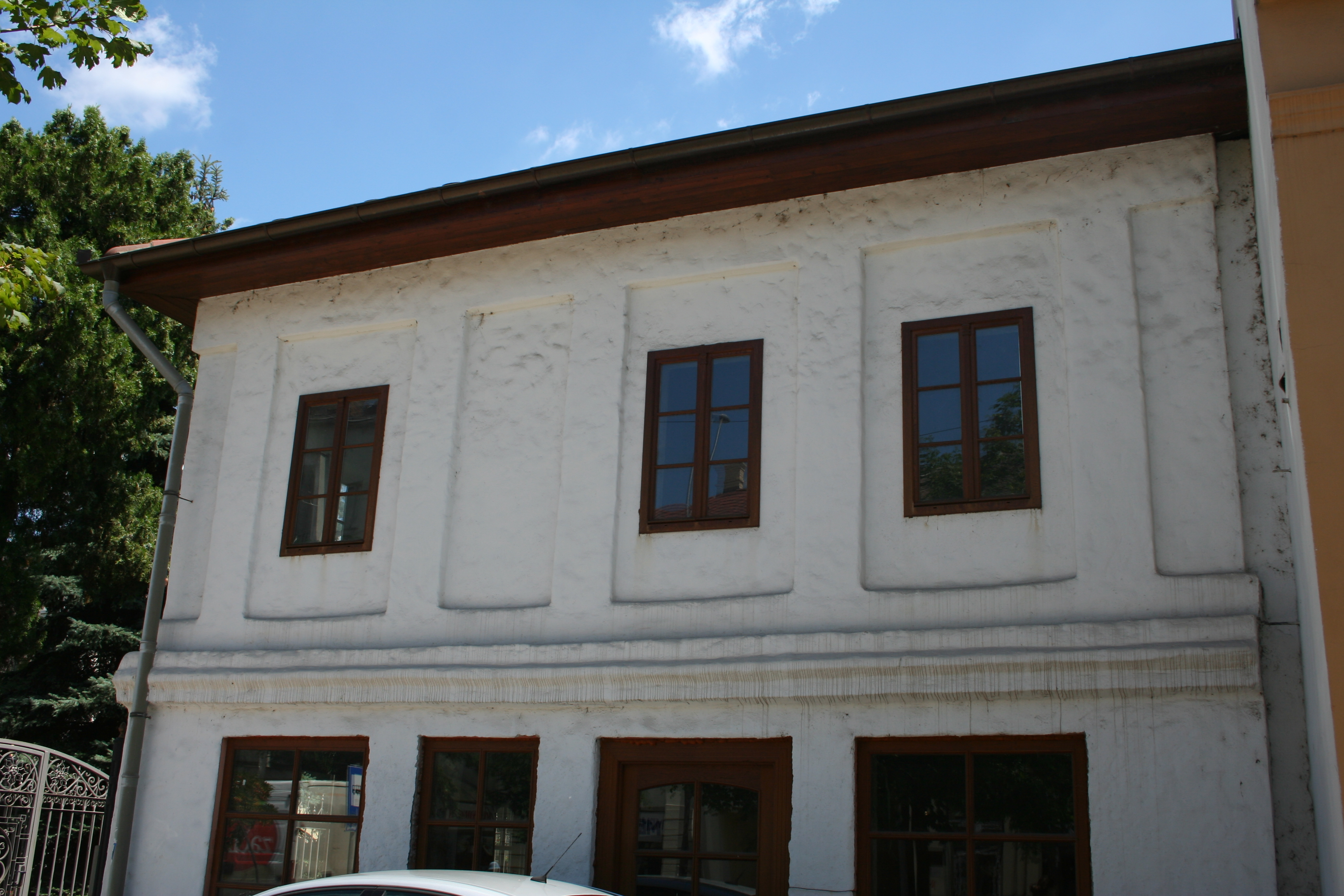
Détail de la façade sur rue.

## Prota Jovan Pavlović
Jovan Pavlović (1804-1861) possédait une bibliothèque de près de 1 500 ouvrages, ce qui en fait un exemple de bibliothèques privées à Šabac au XIXe siècle à côté de celles de Jevrem Obrenović et d'Anton Groder. Écrivain, il a aussi traduit en serbe Le Paradis perdu de Milton et des œuvres religieuses écrites en allemand ; il a également souvent soutenu de jeunes artistes. Il a accompagné le prince Miloš Obrenović à Istanbul en 1835. Il a été membre de Société de lettres serbe (en serbe : Društvo srpske slovesnosti), l'ancêtre de l'Académie serbe des sciences et des arts.

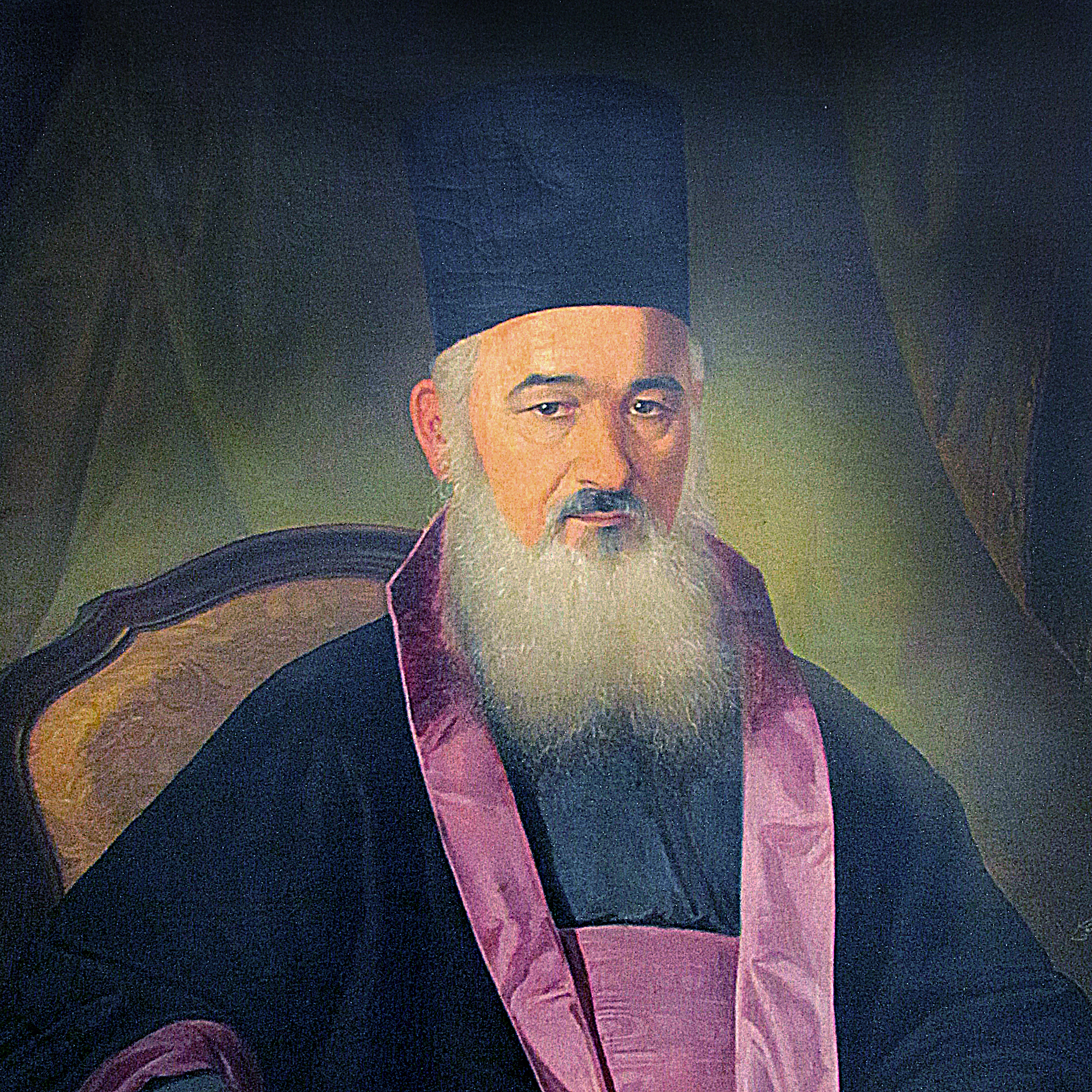
Jovan Pavlović, 1853.